# Junonia alberici
Junonia alberici är en fjärilsart som beskrevs av Abel Dufrane 1945. Junonia alberici ingår i släktet Junonia och familjen praktfjärilar. Inga underarter finns listade i Catalogue of Life.